# John Chiligati
John Zefania Chiligati (* 14. Oktober 1950) ist ein ehemaliger Hauptmann der Streitkräfte Tansanias (Jeshi la Ulinzi la Wananchi wa Tanzania) sowie Politiker der Chama Cha Mapinduzi (CCM), der unter anderem 2006 Innenminister, zwischen 2006 und 2008 Minister für Arbeit, Beschäftigung und Jugendentwicklung sowie zuletzt von 2008 bis 2010 Minister für Landnutzung, Wohnungsbau und Entwicklung menschlicher Siedlungen war.

## Leben
Chiligati besucht von 1958 bis 1959 die Buigiri Primary School, zwischen 1960 und 1961 die Musanga Primary School sowie von 1962 bis 1965 die Chilonwa Middle School. Seine Sekundarschulausbildung erhielt er zwischen 1966 und 1969 an der Mazengo Secondary School sowie von 1970 bis 1971 an der Usagara Secondary School. Im Anschluss begann er 1972 ein grundständiges Studium der Verwaltungswissenschaft an der University of Dar es Salaam (UDSM), das er 1975 mit einem Bachelor of Public Administration (BPA) beendete. Im Anschluss war er zunächst als Assistenzsekretär in der Zentrale der damaligen Tanganyika African National Union (TANU) tätig. Zugleich trat er 1976 in die Streitkräfte Tansanias ein und absolvierte zwischen 1976 und 1977 eine Offiziersausbildung an der Monduli Military Academy. Nach der Vereinigung der TANU mit der Afro-Shirazi Party (ASP) 1977 wurde er Mitglied der neuentstandenen Partei der Revolution CCM (Chama Cha Mapinduzi). 
1978 absolvierte Chiligati einen Zugführerlehrgang an der Monduli Military Academy und war danach erst von 1978 bis 1979 Zugführer sowie 1978 bis 1981 selbst als Ausbilder eines Kadettenlehrgangs an der Monduli Military Academy tätig. Daneben engagierte er sich weiterhin in der CCM und war zwischen 1978 und 1979 Exekutivsekretär einer Region. Nach seinem Ausscheiden aus dem aktiven Militärdienst war er zwischen 1982 und 1985 Erster Assistenzsekretär in der Parteizentrale der CCM und begann danach ein postgraduales Studium der Verwaltungswissenschaft an der UDSM, welches er 1986 mit einem Master of Public Administration (MPA) abschloss. Im Anschluss kehrte er in die Parteizentrale der CCM zurück und war zwischen 1986 und 1990 Persönlicher Assistent des Parteivorsitzenden und ehemaligen Staatspräsidenten Julius Nyerere. In dieser Zeit absolvierte er 1988 auch einen Kompaniechef-Lehrgang an der Monduli Military Academy und war später von 1990 bis 1992 Privatsekretär des Vizevorsitzenden der CCM, Rashidi Kawawa, ehe er im Anschluss zwischen 1992 und 2000 Distriktkommissar der Distrikte Iramba, Temeke und Geita war.
2000 wurde Chiligati als Kandidat der CCM erstmals Mitglied der Nationalversammlung und vertrat dort bis 2010 den Wahlkreis Manyoni East sowie zuletzt zwischen 2010 und 2015 den Wahlkreis Manyoni Mashariki. Er bekleidete zwischen 2000 und 2005 den Posten als Vizeminister für Inneres. Am 4. Januar 2006 berief Staatspräsident Jakaya Kikwete ihn zum Nachfolger von Omar Mapuri zum Innenminister in das Kabinett von Premierminister Edward Lowassa. Bei dieser Regierungsneubildung wurden zugleich Asha-Rose Migiro zur Außenministerin, Juma Kapuya zum Verteidigungsminister und Zakia Meghji zur Finanzministerin ernannt. In einer Kabinettsumbildung wurde er jedoch bereits am 15. Oktober 2006 von Joseph Mungai als Innenminister abgelöst. Er selbst übernahm im Rahmen dieser Kabinettsumbildung am 17. Oktober 2006 den Posten als Minister für Arbeit, Beschäftigung und Jugendentwicklung und hatte diesen bis zum Ende der Amtszeit von Premierminister Lowassa am 8. Februar 2008 inne. Zuletzt fungierte er zwischen dem 13. Februar 2008 und dem 28. November 2010 im Kabinett von Premierminister Mizengo Pinda als Minister für Landnutzung, Wohnungsbau und Entwicklung menschlicher Siedlungen. 

## Archivversion
1. ↑  Tansania: 4. Januar 2006
2. ↑  Tansania: 15. Oktober 2006

| Personendaten    | Personendaten                                |
| ---------------- | -------------------------------------------- |
| NAME             | Chiligati, John                              |
| ALTERNATIVNAMEN  | Chiligati, John Zefania (vollständiger Name) |
| KURZBESCHREIBUNG | tansanischer Politiker und Hauptmann         |
| GEBURTSDATUM     | 14. Oktober 1950                             |